# Sanhua (köpinghuvudort i Kina, Hubei Sheng, lat 30,24, long 115,11)
Sanhua (kinesiska: Sanhua Zhen, 散花镇) är en köpinghuvudort i Kina. Den ligger i provinsen Hubei, i den centrala delen av landet, omkring 88 kilometer sydost om provinshuvudstaden Wuhan. Antalet invånare är 60 655. Befolkningen består av 29 637 kvinnor och 31 018 män. Barn under 15 år utgör 17,0 %, vuxna 15-64 år 73 %, och äldre över 65 år 9,0 %.
Runt Sanhua är det tätbefolkat, med 397 invånare per kvadratkilometer. Närmaste större samhälle är Huangshi, 5,8 km väster om Sanhua. Trakten runt Sanhua består till största delen av jordbruksmark.
Genomsnittlig årsnederbörd är 1 963 millimeter. Den regnigaste månaden är maj, med i genomsnitt 276 mm nederbörd, och den torraste är januari, med 55 mm nederbörd.